# Himenóptero (cortometraje)
Himenóptero es el segundo cortometraje dirigido por Alejandro Amenábar. Fue rodado en el IES Alameda de Osuna de Madrid, donde Alejandro estudió bachillerato. 

## Reparto
- Raquel Gómez-Rosado
- Nieves Herranz
- Juana Macías
- Alejandro Amenábar

- Datos: Q5897923